# Старостин, Алексей Александрович
Алексей Александрович Старостин (род. 1931 год, д. Нивищи, Горецкий район, Гомельская губерния, Белорусская ССР, СССР) — советский механизатор, Герой Социалистического Труда (1973).

## Биография
В 1950 году начал работать в сельском хозяйстве в деревне Нивищи.
В 1951—1954 годах служил в Советской Армии. После демобилизации трудился в родном колхозе рядовым, затем бригадиром в Горецком районе.
В 1957 году вместе с семьёй поехал на целину. Один год работал начальником отдела кадров совхоза «Энтузиаст» Жаксынского района Тургайской области.
В 1958—1960 гг. — молотобоец, кузнец, в 1961 году стал работать трактористом. И в этом же году за отличную работу награждён орденом Ленина. С 1975 года — бригадир полеводческой бригады совхоза «Энтузиаст» Жаксынского района Тургайской области.
В 1973 году удостоен звания Героя Социалистического Труда.
В 1966—1970 гг. избирался членом ЦК КП Казахстана, депутатом районного Совета депутатов.
После выхода на пенсию проживал в Жаксынском районе.

## Награды
- Медаль Серп и Молот
- Два ордена Ленина
- Медаль «За освоение целинных земель»